# Motjärnet (Järnskogs socken, Värmland)
Motjärnet är en sjö i Eda kommun i Värmland och ingår i Göta älvs huvudavrinningsområde. Sjöns area är 0,01 kvadratkilometer och den befinner sig 193 meter över havet.